# Fakulta technologická Univerzity Tomáše Bati ve Zlíně
Fakulta technologická (FT) je jednou z 6 fakult Univerzity Tomáše Bati ve Zlíně (UTB). Byla založena roku 1969 jako první zlínská fakulta brněnského Vysokého učení technického a roku 2001 se společně s Fakultou managementu a ekonomiky stala základem nově vzniklé Univerzity Tomáše Bati.
Fakulta umožňuje studium ve třech tříletých bakalářských studijních programech (Bc.), které jsou realizovány v příslušných studijních oborech, lze je studovat primárně ve Zlíně, v jednom studijním oboru je pak místem studia Kroměříž. FT umožňuje rovněž studium ve třech dvouletých navazujících magisterských studijních programech (Ing.), které jsou upřesněny v jednotlivých studijních oborech. Následně lze studovat také ve standardně čtyřletých doktorských studijních programech (Ph.D.), ty jsou zde zaměřeny na samostatnou vědeckou, tvůrčí, resp. pedagogickou, činnost a jsou realizovány v českém nebo anglickém jazyce. Fakulta umožňuje ve všech studijní programech studovat v prezenční nebo kombinované formě studia.

## Členění
Fakulta se člení na následující součásti:
- Centrum polymerních materiálů
- Ústav analýzy a chemie potravin
- Ústav fyziky a materiálového inženýrství
- Ústav chemie
- Ústav inženýrství ochrany životního prostředí
- Ústav inženýrství polymerů
- Ústav technologie potravin
- Ústav technologie tuků, tenzidů a kosmetiky
- Ústav výrobního inženýrství

## Studijní programy a obory

### Bakalářské studijní programy a obory
- Materiály a technologie
  - Materiálové inženýrství
  - Inženýrství ochrany životního prostředí
  - Polymerní materiály a technologie
- Chemie a technologie potravin
  - Chemie a technologie potravin
    - Specializace: Technologie mléka a mléčných výrobků

  - Technologie výroby tuků, kosmetiky a detergentů
  - Technologie a řízení v gastronomii
- Procesní inženýrství
  - Technologická zařízení

### Navazující magisterské studijní programy a obory
- Chemie a technologie materiálů
  - Inženýrství ochrany životního prostředí
  - Materiálové inženýrství
  - Inženýrství polymerů
- Chemie a technologie potravin
  - Chemie potravin a bioaktivních látek
  - Technologie tuků, detergentů a kosmetiky
  - Technologie potravin
- Procesní inženýrství
  - Konstrukce technologických zařízení
  - Řízení jakosti
- Výrobní inženýrství
  - Stroje a nástroje pro zpracovaní polymerů a kompozitů
  - Výrobní inženýrství

### Doktorské studijní programy a obory
- Technologie makromolekulárních látek
- Technology of Macromolecular Compounds
- Chemie a technologie potravin
  - Technologie potravin
- Chemistry and Food Technology
  - Food Technology
- Procesní inženýrství
  - Nástroje a procesy
- Process Engineering
  - Tools and Processes

- Procesní inženýrství (double degree)
- Chemie a technologie ochrany životního prostředí